# خلية أليوية

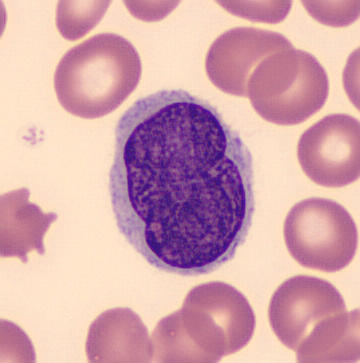
خلية أليوية في مرض سيزاري (دم مُحيطي مصبوغ بصبغة MGG)

الخلايا الأليوية (بالإنجليزية: Buttock cell)‏ هي خلايًا مُثَلَّمة المظهر، تُوجد في أنواعٍ معينةٍ من الأورام الخبيثة، مثل اللمفوما اللاهودجكينية (وتتضمن اللمفوما الجريبية) والفطار الفطراني ومرض سيزاري.